# کوروش رجلی
کوروش رجلی (زادهٔ ۳۰ دی ۱۳۶۳ در تهران) تکواندوکار اهل ایران است که در مسابقات جهانی تکواندو ۲۰۱۱ مدال برنز کسب کرده است.